# 556 Phyllis
Phyllis (asteroide 556) é um asteroide da cintura principal com um diâmetro de 37,81 quilómetros, a 2,2151592 UA. Possui uma excentricidade de 0,1016516 e um período orbital de 1 414,25 dias (3,87 anos).
Phyllis tem uma velocidade orbital média de 18,96761301 km/s e uma inclinação de 5,23196º.
Esse asteroide foi descoberto em 8 de Janeiro de 1905 por Paul Götz.